# La Résistance
La Résistance is een "heel tag-team" van professioneel worstelaars dat bekend was in de World Wrestling Entertainment (WWE).
Dit team werd in februari 2003 op WWE Raw opgericht door het duo Sylvain Grenier en René Duprée. Later werd René Duprée naar WWE SmackDown gestuurd en de nieuwkomer Rob Conway verving Duprée.

## In worstelen
- Finishers
  - Grenier & Duprée
    - Bonsoir (Double spinebuster)
    - Back suplex side slam (Grenier) / Neckbreaker (Dupree) combinatie

  - Grenier & Conway
    - Au Revoir (Aided snap swinging neckbreaker)
    - La Crêpe / Bonne Nuit (Bearhug / Running clothesline combinatie)

## Erelijst
- Northern Championship Wrestling
  - NCW Tag Team Championship (1 keer) – Conway & Grenier

- World Wrestling Entertainment
  - WWE World Tag Team Championship (4 keer) – Duprée & Grenier (1) en Conway & Grenier (3)

- Top Of The World Wrestling
  - TOW Tag Team Championship (1 keer) – Conway & Grenier

- Wrestling Observer Newsletter
  - Worst Tag Team (2003) – Duprée & Grenier